# Darya Pishchalnikova
Darya Vitalyevna Pishchalnikova (en russe : Дарья Витальевна Пищальникова), née le 19 juillet 1985 à Astrakhan, est une athlète russe pratiquant le lancer du disque.

## Biographie
Darya Pishchalnikova est la sœur de Bogdan Pishchalnikov.
Deuxième des Championnats du monde cadets de 2001 et des Championnats du monde juniors de 2004, elle décroche la médaille d'argent du lancer du disque lors des Championnats d'Europe espoirs de 2005.
En 2006 à Göteborg (Suède), Darya Pishchalnikova remporte les Championnats d'Europe avec un lancer à 65,55 m, son nouveau record personnel, devançant l'Allemande Franka Dietzsch et la Roumaine Nicoleta Grasu.
Vainqueur de son premier titre national du lancer du disque en 2007, elle se classe deuxième derrière Franka Dietzsch aux Championnats du monde d'Osaka au Japon, en réalisant un jet à 65,78 m. Mais en 2008, alors qu'elle est sélectionnée dans l'équipe de Russie pour disputer les Jeux olympiques de Pékin, Darya Pishchalnikova est suspendue deux ans et neuf mois pour dopage par l'IAAF, du 31 juillet 2008 au 30 avril 2011. Par ailleurs, tous ses résultats réalisés depuis le 10 avril 2007 sont rétroactivement annulés, en conséquence elle se voit déchue de sa médaille d'argent des mondiaux de 2007,.
De retour à la compétition en 2011, elle se classe onzième des Championnats du monde de Daegu avec un jet à 58,10 m. En juillet 2012, à Tcheboksary, elle remporte son deuxième titre de championne de Russie en établissant un nouveau record personnel ainsi que la meilleure performance mondiale de l'année avec 70,69 m.
Après sa médaille d'argent aux Jeux olympiques suivants, Darya Pishchalnikova est contrôlée positive aux stéroïdes. Cependant seul le second échantillon est positif, le premier n'ayant révélé aucune substance illicite,. Une nouvelle analyse confirme néanmoins la présence d'oxandrolone (un stéroïde) dans le sang de la lanceuse russe. Suspendue à titre provisoire par l'IAAF en décembre 2012, Pishchalnikova écope le 30 avril 2013 de 10 ans de suspension de la part la Fédération russe d'athlétisme,. La Russe perd sa médaille olympique,.

## Palmarès
| Date | Compétition                   | Lieu     | Résultat | Marque  |
| ---- | ----------------------------- | -------- | -------- | ------- |
| 2001 | Championnats du monde cadets  | Debrecen | 2e       | 49,37 m |
| 2002 | Championnats du monde juniors | Kingston | 8e       | 51,98 m |
| 2004 | Championnats du monde juniors | Grosseto | 2e       | 57,37 m |
| 2005 | Championnats d'Europe espoirs | Erfurt   | 2e       | 59,45 m |
| 2005 | Universiade                   | İzmir    | 6e       | 57,52 m |
| 2006 | Championnats d'Europe         | Göteborg | 1re      | 65,55 m |
| 2006 | Coupe du monde                | Athènes  | 4e       | 61,39 m |
| 2007 | Championnats d'Europe espoirs | Debrecen | —        | DQ      |
| 2007 | Championnats du monde         | Osaka    | —        | DQ      |
| 2011 | Championnats du monde         | Daegu    | —        | DQ      |
| 2012 | Jeux olympiques               | Londres  | —        | DQ      |

## Records
| Épreuve          | Performance | Lieu     | Date         |
| ---------------- | ----------- | -------- | ------------ |
| Lancer du disque | 65,55 m     | Göteborg | 10 août 2006 |